# Битва под Лансом
Битва под Лансом (фр. Bataille de Lens) — последняя из битв Тридцатилетней войны, произошедшая 20 августа 1648 года, в которой французские войска под командованием принца Конде победили испанскую армию, возглавляемую эрцгерцогом Леопольдом Вильгельмом. Битва укрепила репутацию Конде как одного из величайших полководцев своего времени.
В 1647 году эрцгерцог Леопольд Вильгельм, назначенный губернатором Испанских Нидерландов начал крупное контрнаступление. Испанская армия впервые добилась успеха, отбив крепости Арментьер, Комин и Ландреси.
Принц Конде был отозван из неудавшейся кампании в Каталонии против испанцев и назначен командующим 16-тысячной французской армией. Конде захватил Ипр, но затем 18-тысячные испанско-немецкие войска осадили Ланс. Конде двинулся им навстречу.
Армии выстроились, но так как войска Испании оказались на возвышенности, принц Конде решил не атаковать и отступить, чтобы найти припасы в Ла-Басси. Французы начали двигаться шестью колоннами. Удивлённый этим движением, эрцгерцог послал кавалерию графа Линьвиля, при поддержке мушкетеров и драгунов, преследовать французский арьергард. Французский арьергард был разбит. Конде попытался контратаковать своей тяжелой кавалерией, но она также была опрокинута и бежала вслед за французской пехотой. 
Принц Конде понимал, что отступление в таких условиях может привести к катастрофе, и решил остановиться и противостоять наступающим испанцам. Построив армию, французы двинулись вперед, чтобы вернуть свои прежние позиции. На правом крыле французов ударом с фланга Конде смог разогнать испанскую кавалерию. На другом кавалерийском крыле граф Букуа также отбросил испанцев. 
Тем временем в центре французская пехота во главе с батальонами Французской гвардии и Швейцарской гвардии начала массированную атаку на испанскую пехоту. Поначалу добившись успеха, они вскоре были изолированы, понеся большие потери после контратаки испанских терций и кавалерии центра. Французской гвардии пришлось отойти ко второй линии французов, и вся испанская пехота двинулась к ним, захватив французскую артиллерию. Но испанцы были остановлены сильным сопротивлением французской пехоты второй линии. Когда испанские пехотинцы обнаружили, что их фланги открыты и что испанская кавалерия бежала, среди них начала распространяться паника, и часть пехоты стала отходить вместе с последними кавалерийскими эскадронами. Французская кавалерия окружила и заставила капитулировать отходивший испанский центр. 
Испанцы потеряли половину своей армии, около 8 000–9 000 человек, из которых 3 000 были убиты или ранены и 5 000–6 000 взяты в плен, а также 38 орудий. Потери французов составили 1500 человек убитыми и ранеными. Победа французов способствовала подписанию Вестфальского мира, но начало восстания Фронды помешало французам в полной мере использовать свою победу против испанцев.